# Luis Romero Amaran
Luis Romero Amaran es un ciclista profesional cubano, nacido el 7 de abril de 1979 en Matanzas que actualmente compite por el equipo Jamis-Hagens Berman.
Fue campeón de Cuba contrarreloj en 2005, tras lo cual emigró a España donde estuvo 2 años (2006 y 2007) para competir en el pelotón amateur. Allí obtuvo triunfos como la Vuelta a La Coruña y la Vuelta a Ávila, además de triunfos de etapa en la Vueltas a Tenerife, Segovia y Galicia.
En 2008 dejó España y pasó al equipo Colavita-Sutter Home de Estados Unidos. 
En 2009 ganó una etapa del Tour de San Luis y en 2010 fue el vencedor del calendario nacional de Estados Unidos.

## Palmarés
2000
- 1 etapa de la Vuelta a Cuba

2001
- 3.º en el Campeonato de Cuba en Ruta

2003
- 1 etapa de la Vuelta a Cuba

2005
- Campeonato de Cuba Contrarreloj

2009
- 1 etapa del Tour de San Luis

2011
- Tour de Elk Grove

2014
- 1 etapa del Tour de Gila